# Regió arabosahariana

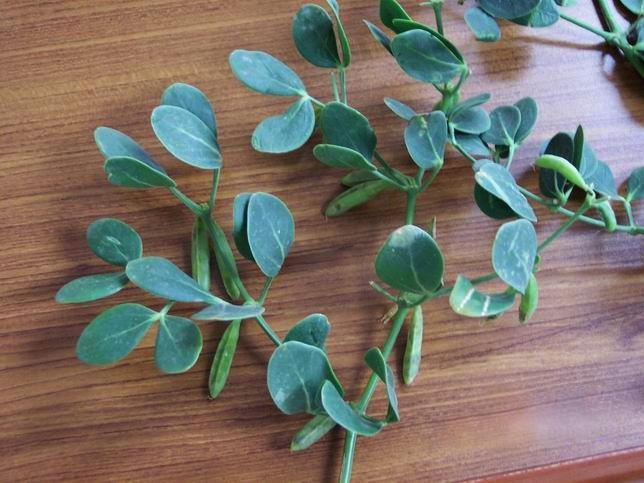
Zygophyllum fabago és una planta típica de la regió arabosahariana

La regió arabosahariana en fitogeografia és una regió florística dins del regne holàrtic, tal com va proposar el botànic Armèn Takhtadjan. Ocupa les zones de clima temperat del desert del Sàhara des de l'Atlàntic fins al mar Roig, la península del Sinaí, la península aràbiga, el sud de Palestina i la baixa Mesopotàmia. Molta de la seva flora, la més pobra de les regions florístiques, amb unes 1.400 espècies, la comparteix amb les veïnes regions mediterrània i iranoturaniana i la sudanozambeziana. Tanmateix, al voltant d'un quart de les espècies, especialment de les famílies Asteraceae, Brassicaceae i Chenopodiaceae, són endèmiques. Alguns dels gèneres endèmics són Nucularia, Fredolia, Agathophora, Muricaria, Nasturtiopsis, Zilla, Oudneya, Foleyola, Lonchophora, Gymnarrhena o Lifago. La regió està coberta per deserts, semideserts i sabanes. L'estació humida és molt curta i l'estació seca molt llarga, amb poca precipitació, cosa que fa que sovint només hi hagi vegetació en canals i valls que rebin pluja d'escolament.